# Ieixivà Chachmei Lublin
La Ieixivà Chachmej Lublin està situada a la ciutat polonesa de Lublin, i va ser una de les més importants ieixivot abans de la Segona guerra mundial. Actualment es troba a Bnei Brak.

## Història
La ieixivà  Chachmej Lublin es va inaugurar en 1930, va ser construïda gràcies als esforços del rabí Meir Shapiro, que va viatjar per Estats Units i el Canadà per recaptar diners de donacions voluntàries.
Quan els nazis van prendre Lublin durant la Segona guerra mundial, van destrossar l'interior de l'edifici i van cremar la seva vasta biblioteca, per després establir allí l'oficina central de la Gestapo a Polònia. Després de la guerra, l'estat polonès va assignar la propietat a la universitat Marie Curie-Skłodowska. Va ser usada per la facultat de medicina de Lublin.
En 2003 l'edifici va tornar a la comunitat jueva. Acull la sinagoga i el primer museu sobre el hassidisme.